# Куртуа, Эдм Бонавантюр
Эдм Бонавантю́р Куртуа́ (фр. Edme Bonaventure Courtois; 1756—1816) — французский политик, депутат Законодательного собрания, Конвента и Совета старейшин.
После 9 термидора Конвент поручил ему рассмотреть бумаги, найденные у Робеспьера. Куртуа вошёл в состав Комитета общественной безопасности, где проявил громадную энергию при преследовании якобинцев.
Способствовал государственному перевороту 18 брюмера и был избран в состав трибунала, однако подозрения во взяточничестве заставили его выйти из членов трибунала.

## Публикации
Часть его бумаг была опубликована под заглавием: «Papiers inédits trouvés chez Robespierre, Saint-Just etc.» (II., 1828).